# 해성여자중학교
해성여자중학교는 서울특별시 동대문구 전농동에 있었던 사립 여자 중학교이다. 현재는 해성여자고등학교로 변경되었다.

## 연혁
- 1958년 4월 4일 : 명신여자중학교로 개교
- 1963년 7월 3일 : 덕화여자중학교로 변경
- 1974년 9월 2일 : 해성여자중학교로 변경
- 2008년 3월 1일 : 현 위치에 해성여자고등학교 개교
- 2010년 2월 28일 : 해성여자고등학교 개교로 인해 52년만에 폐교

## 같이 보기
- 해성여자고등학교
- 해성국제컨벤션고등학교